# Duranta mutisii x triacantha
Duranta mutisii x triacantha là một loài thực vật có hoa trong họ Cỏ roi ngựa. Loài này được mô tả khoa học đầu tiên.